# Ljubomir Maštrović
Ljubomir Maštrović (Nin, 7. travnja 1893. − Zadar, 10. studenoga 1962.), hrvatski prosvjetni, kulturni i javni radnik, kazališni kritičar i političar. Visoki dužnosnik HSS-a. Radio je na izradi Križevačke rezolucije. Po struci je bio profesor hrvatskog i latinskog jezika.
Predavao je u školama u Šibeniku, Zadru, Osijeku, Križevcima i Zagrebu. Autor je brojnih članaka iz književnosti, povijesti, politike i filologije. Pokrenuo je nekoliko listova.
Član Hrvatskog sokolskog društva i Hrvatskog radiše.
U HSS-u je bio odbornikom u glavnom i izvršnom odboru. U politici je obnašao visoke dužnosti u lokalnoj upravi. Predsjedavao je skupštinom osječke oblasti, bio je u Zagrebačkoj oblasnoj skupštini oblasni zastupnik. Bio je gradonačelnik Križevaca.